# Dell Magazines
Pour les articles homonymes, voir Dell (homonymie).
Dell Magazines est une maison d'édition américaine specialisée dans la publication de magazines. En 1996, la Dell Publishing Company fusionne avec Penny Press pour créer Penny Publications.

## Histoire
La Dell Publishing Company est fondée en 1921 par George T. Delacorte qui veut développer la presse de divertissement. Les magazines Ballyhoo (humour) et Inside Detective (enquêtes policières) comptent parmi les premières publications de la maison.
En 1931, les Dell Puzzle Magazines sont lancés, puis les Dell Pocket Crossword Puzzles en 1941.
À partir de 1973, Dell Magazines organise annuellement le John W. Campbell Award du meilleur écrivain de science-fiction. En 1992, Dell Magazines lance le Isaac Asimov Award (devenu Dell  Award) qui récompense chaque année une nouvelle rédigée par un étudiant en littérature.
En 1979, le créateur du sudoku moderne Howard Garns publie sa première grille Number Place dans le magazine Dell Pencil Puzzles and Word Games,.
En 1996, Dell Magazines fusionne avec Penny Press (lancée en 1973 par la famille Kanter) pour créer Penny Publications.
En 2019, Dell Magazines change le nom du prix "John W. Campbell Award" en "Astounding Award" après que la lauréate 2019 Jeannette Ng ait ouvertement condamné, lors de son discours de réception de son prix, les idées racistes et fascistes de John W. Campbell,,.

## Prix décernés

### Astounding Award
Depuis 1973, Dell Magazines décerne chaque année un Astounding Award (John W. Campbell Award jusqu'en 2019) au meilleur écrivain de science-fiction. Lauréats:
- 2006 : John Scalzi[2]
- 2019 : Jeannette Ng[2]

### Dell Award
Depuis 1992, Dell Magazines décerne également chaque année un Dell Award (Dell Magazines Award for Undergraduate Excellent in Science Fiction and Fantasy Writing, précédemment Isaac Asimov Award) à un étudiant en littérature.

## Gouvernance
- Président : Peter Kanter[1]